# 华俄道胜银行天津分行大楼
华俄道胜银行天津分行大楼是俄法合资银行华俄道胜银行在中国天津建造的分行大楼。该分行开设于1896年，选址在天津英租界的主要街道维多利亚道（今解放北路）的北段与次要道路领事道（大同道）的转角处，对面就是天津汇丰银行大楼。作为天津租界时代留存下来的重要建筑之一，该建筑目前是天津市文物保护单位和特殊保护等级历史风貌建筑。

## 建筑
华俄道胜银行天津分行大楼为二层砖木结构，棕红色穹顶，黄色面砖，沿街立面是一排跳跃的山花，具荷兰传统建筑的风格。目前该建筑由票据交换所入驻。
值得一提的是，现存于中华民国台北国立故宫博物院的国宝之一——毛公鼎，曾于1920年代抵押于该行。